# رز کویری
«رز کویری» تک‌آهنگی از هنرمند اهل بریتانیا استینگ، است که در سال ۲۰۰۰ میلادی منتشر شد.
این تک‌آهنگ در چارت‌های ایتالیا، والونیا، فرانسه، اتریش، آلمان، جزو ده ترانه اول قرار گرفت.